# Guilfoylia monostylis
Guilfoylia es un género monotípico de plantas pertenecientes a la familia Surianaceae. Su única especie:  Guilfoylia monostylis, es originaria de Australia.

## Descripción
Es un arbusto o pequeño árbol que alcanza un tamaño de 6-10 m de altura. Las hojas son ± oblongo-elípticas a obovadas o estrecho-ovadas, de 3.5-14 cm de largo y 15-40 mm de ancho, el ápice acuminado, la base redondeada a cuneada, márgenes enteros y verdes ± ondulados con la superficie glabra, alta y brillante. Las inflorescencias de 4-8 cm de largo. El cáliz de 4-5 mm de largo, con lóbulos de 3 mm de largo. Los pétalos de 7-8 mm de largo, de color amarillo. Es fruto es una drupa globosa de 10-15 mm de diámetro, de color negro brillante.

## Distribución y hábitat
Guilfoylia monostylis está generalizada en la selva tropical más calurosa, al norte del distrìto de Gloucester. 

## Taxonomía
Guilfoylia monostylis fue descrita por (Benth.) F.Muell.  y publicado en Fragmenta Phytographiae Australiae 8: 34, en el año 1873.
Sinonimia
- Cadellia monostylis Benth.
- Cadellia monostylis var. minor F.M.Bailey[3]